# John Hinckley, Jr.
John Hinckley, Jr., född 29 maj 1955 i Ardmore, Oklahoma, är en amerikansk attentatsman som den 30 mars 1981 genomförde ett mordförsök på USA:s dåvarande president Ronald Reagan i huvudstaden Washington, D.C.

## Attentatet
Med sex skott med en Röhm RG-14-revolver (.22 kaliber) punkterade han Reagans vänstra lunga, samt skadade Reagans pressekreterare James Brady, Washingtonpolisen Thomas Delehanty och Secret Service-agenten Timothy McCarthy. Samtliga överlevde attentatet och Hinckley greps på plats. Han dömdes den 21 juni 1982 till psykiatrisk vård istället för fängelse, med hänsyn till hans mentala hälsa, som domstolen ansåg var bristfällig. Hinckley led enligt rättspsykiatrikern William Carpenter av psykisk störning, svår schizofreni, depression med inslag av självmordstankar, bristande förmåga att ha vanlig emotionell arousal, autistisk tillbakadragande från verkligheten och en oförmåga att skapa sociala förbindelser. Han vårdades sedan dess på St. Elizabeth's Hospital i Washington D.C.
Dådet var, vilket framkom senare, ett sätt att få uppmärksamhet från Hinckleys stora kärlek, Jodie Foster, som han blivit förälskad i sedan han sett filmen Taxi Driver. När detta tidigare på andra sätt misslyckats valde han istället detta sätt, inspirerad av John F. Kennedys misstänkte mördare, Lee Harvey Oswald.
Det faktum att Hinckley inte dömdes till fängelse, utan i praktiken frikändes från straffansvar på grund av psykisk ohälsa, trots att mordförsöket var planerat, ledde till kraftiga reaktioner i USA. Många delstater ändrade sin strafflagstiftning och höjde kraven för att kunna åberopa psykisk ohälsa och 1984 antogs Insanity Defense Reform Act.
Hinckley släpptes från St. Elizabeths Hospital, en psykiatrisk klinik i Washington, D.C., den 10 september 2016, dock med vissa restriktioner. Restriktionerna upphörde helt den 15 juni 2022.